# رامبان
رامبان رمزها «RB» (بالإنجليزية: Ramban)‏ ، هو تقسيم إداري لدولة الهند تتبع ولاية جامو وكشمير (بالإنجليزية: Jammu  and  Kashmir)‏ ، مركزها هو مدينة رامبان (بالإنجليزية: Ramban)‏ عدد سكانها حسب تعداد سنة 2001 هو 180,830 ، مساحتها 283,313 كم² وكثافة السكان 1330 لكل كم² .